# Османское вторжение в Италию (1480—1481)
Османское вторжение в Италию — военная кампания 1480—1481 годов, под руководством полководца Гедик Ахмед-паши, за которым стоял султан Мехмед II. В 1479 году османы нейтрализовали Венецианскую республику, заключив с ней мирный договор, который фактически развязал им руки в Средиземноморье. В 1480 году османы осадили Родос, что вселило в них ещё большую уверенность в своих силах.

## Ход событий
- 1478 года ключевая османская крепость Бука была построена.
- 28 июля 1480 года 128 османских кораблей Гедик Паши, в том числе 28 галер, пришвартовались в районе Отранто.
- 11 августа крепость Отранто была захвачена. 800 христианских мужчин, отказавшихся сменить веру, были казнены через обезглавливание. Главный городской собор преобразовали в мечеть. Мирное население города и его окрестностей начало массово переселяться вглубь полуострова.
- Османский флот начал совершать грабительские рейды на соседние города — Лечче, Таранто, Бриндизи и Вьесте. В Риме началась паника. Папа Сикст IV продумал планы эвакуации города и призвал европейские страны организовать крестовый поход против турок, который активно поддержала лишь Венгрия, приславшая около 1600 воинов для борьбы с турками, и Неаполь, собравший организованное ополчение.
- Зимой большая часть 18-тысячного турецкого войска вернулась в Албанию. В Отранто осталось 1300 османов (800 пехотинцев и 500 всадников). Гедик Паша планировал вернуться к ним весной с подкреплением.
- 1 мая христиане окружили занятый османами город. 3 мая умер Мехмед II, что лишило турок сильного лидера, и они вынуждены были оставить Отранто.